# Thaumetopoea ceballosi
Thaumetopoea ceballosi är en fjärilsart som beskrevs av Ramon Agenjo Cecilia 1941. Thaumetopoea ceballosi ingår i släktet Thaumetopoea och familjen tandspinnare. Inga underarter finns listade i Catalogue of Life.